# Ferdinand Bonaventura z Harrachu
Ferdinand Bonaventura (I.) hrabě z Harrachu a na Rohrau (německy Ferdinand Bonaventura Graf von Harrach zu Rohrau; 14. července 1637, Praha – 15. června 1706 Karlovy Vary) byl česko-rakouský šlechtic státník, diplomat a dvořan ze šlechtického rodu Harrachů, rytíř Řádu zlatého rouna a majitel panství v Rakousku a Čechách. Pro rozlišení od svého stejnojmenného vnuka bývá v současných pramenech označován jako Ferdinand Bonaventura I.

## Původ a mládí

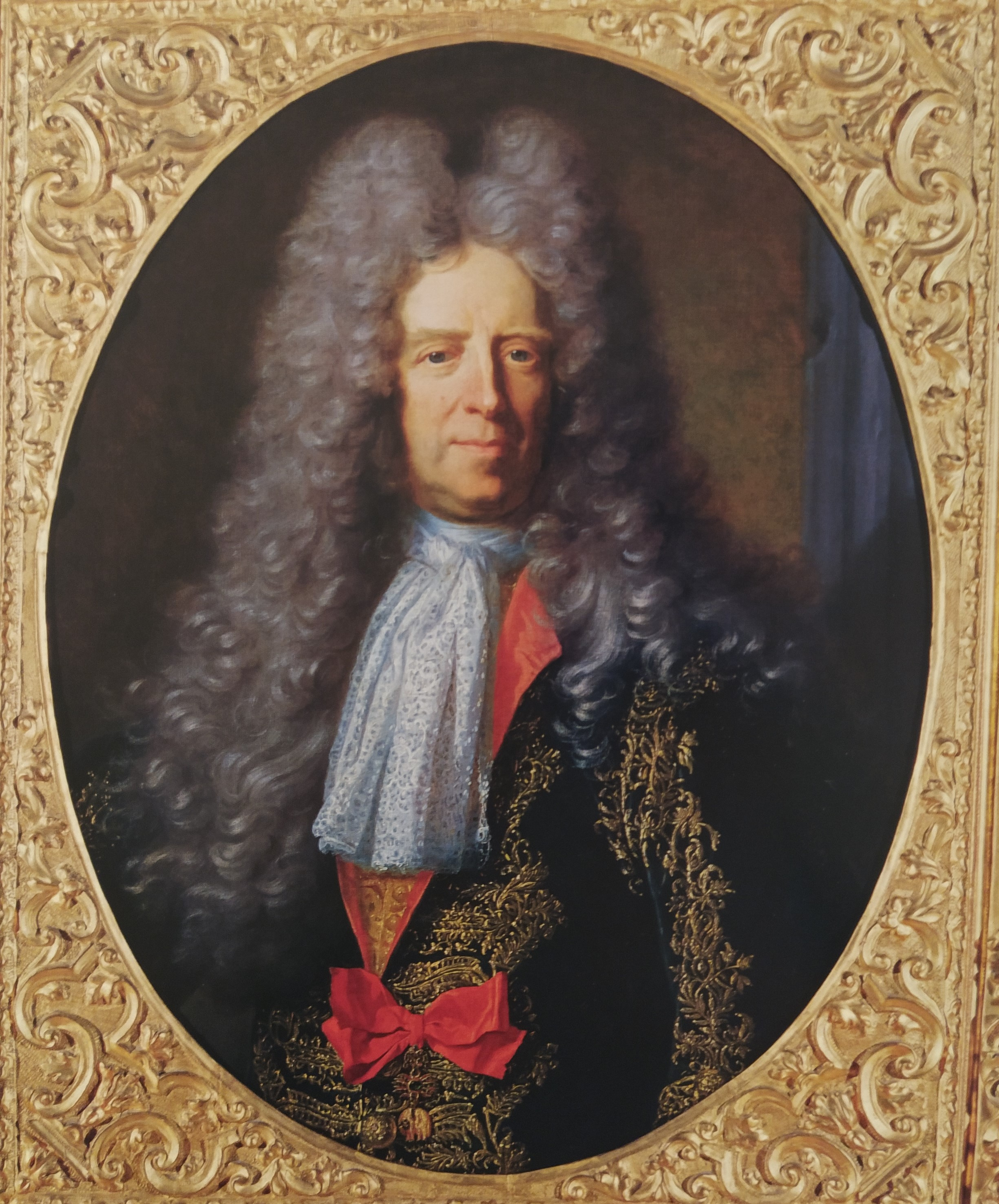
Portrét z roku 1698 (Hyacinthe Rigaud), sbírky zámku Rohrau

Pocházel ze starobylého, původem českého rodu, kterému od roku 1627 náležel hraběcí titul a v 17. až 20. století z něj vzešla řada významných osobností. Byl jediným synem císařského plukovníka Otto Bedřicha z Harrachu (1610–1639) a jeho manželky Lavinie Gonzaga-Novellara (1610–1639), po otci byl mimo jiné synovcem Albrechta z Valdštejna, po matce byl spřízněn s rodem vládnoucích mantovských vévodů. V době úmrtí obou rodičů byl nezletilý, poručníkem se stal jeho strýc, kardinál Arnošt Vojtěch z Harrachu. V letech 1655–1657 absolvoval kavalírskou cestu, na níž procestoval Francii, Belgii a Německo, v roce 1658 byl jako císařský komoří účastníkem korunovace Leopolda I. římským císařem ve Frankfurtu, poté pokračoval v cestách po Itálii.

## Kariéra
Po návratu do Vídně zaujal u dvora přední pozici jako člen člen říšské dvorní rady (1663), v roce 1661 získal Řád zlatého rouna. Jako diplomat zastupoval v Paříži císaře při křtu jednoho ze synů Ludvíka XIV. V letech 1671–1674 byl nejvyšším maršálkem císařského dvora, v letech 1673–1677 vyslancem v Madridu. I v době diplomatické mise u španělského dvora bylo jeho prioritou udržet si pozice ve Vídni. To se mu podařilo a po návratu ve funkci nejvyššího štolby (1677–1699) patřil dlouhodobě k nejvlivnějším osobnostem habsburské monarchie, od roku 1677 byl zároveň členem Tajné rady. V letech 1697-1698 vedl další diplomatickou misi do Španělska, kde měl za úkol hájit zájmy rakouských Habsburků před očekávaným vymřením španělské linie. Po návratu svou kariéru završil jako císařský nejvyšší hofmistr (1699–1705), v této funkci převzal i předsednictví Tajné rady a v závěru vlády Leopolda I. určoval směr zahraniční politiky. Své postavení ztratil po nástupu Josefa I. a generační obměně v nejvyšších státních úřadech.
Zemřel během léčebného pobytu v Karlových Varech 15. června 1706 ve věku 69 let, pohřben je v kostele sv. Augustina ve Vídni.

## Majetek
Po otci byl Ferdinand Bonaventura dědicem značného majetku v Podkrkonoší (Horní Branná), v sousedství Hradce Králové (Stěžery), menší statky vlastnil také ve středních Čechách (Vlkava). Svůj majetek postupně rozšiřoval nákupy dalších menších statků, zásadně pak přispěl k budování rodové domény ve východních Čechách nákupem panství Jilemnice, které získal v roce 1701 za 240 000 zlatých. Kromě toho vlastnil majetek v Dolním Rakousku, jeho hlavním sídlem se ale stal rodinný palác ve Vídni (ulice Freyung č. 1 ve čtvrti Innere Stadt), který vznikl koncem 17. století za účasti předních architektů (D. Martinelli. Mezi Vídní a Bratislavou vlastnil zámek Rohrau, který nechal přestavět po poničení za tureckého vpádu.

## Rodina

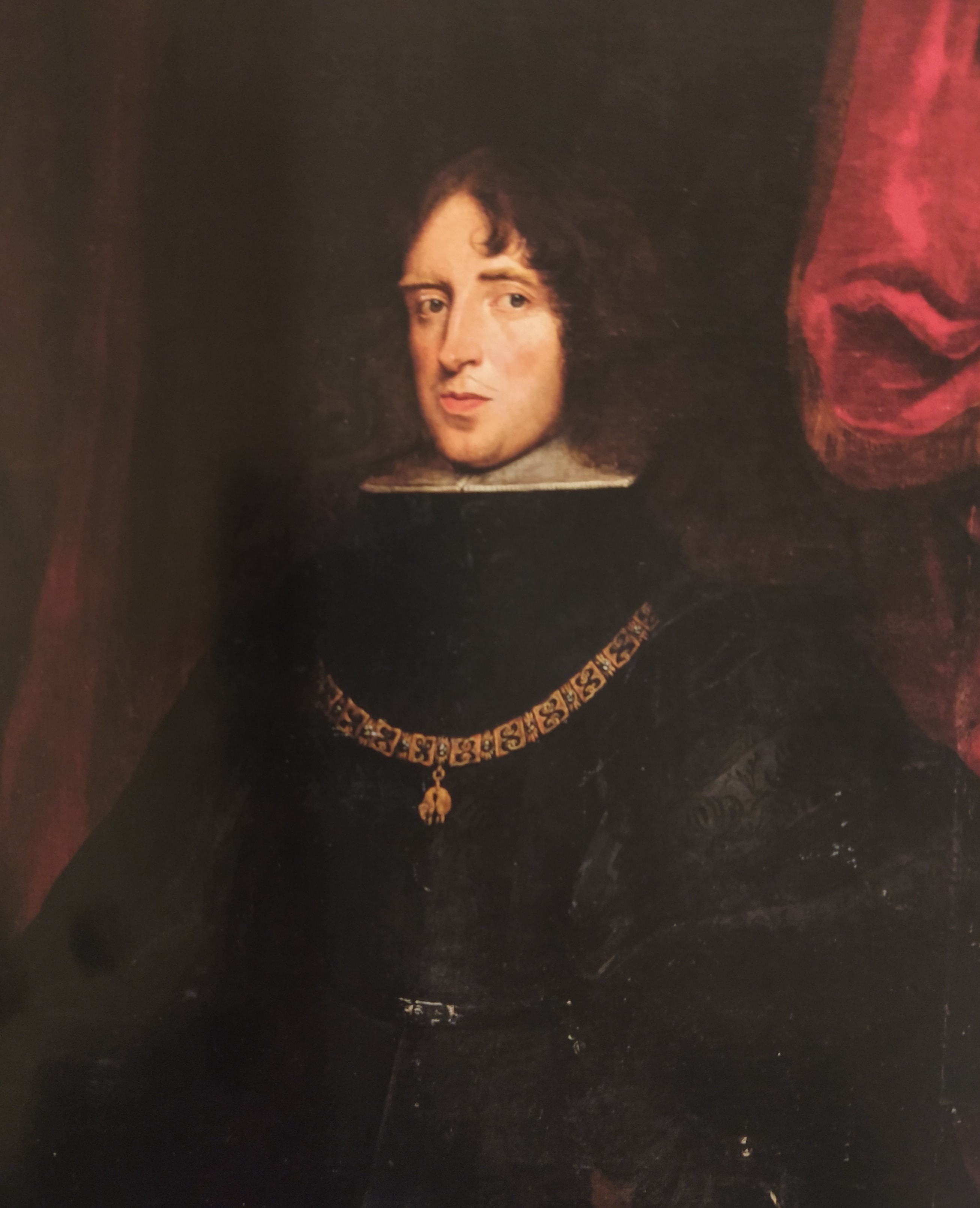
Portrét z roku 1665 (sbírky zámku Hrádek u Nechanic)

Jeho postavení u dvora vyplývalo i ze sňatku s hraběnkou Johanou Terezií z Lambergu (1639–1716), dcerou vlivného státníka Jana Maxmiliána z Lambergu (1608–1682). Sňatek uzavřeli v Madridu, kde byla Johana Terezie dvorní dámou španělské královny. Z jejich pozdějšího pobytu ve Španělsku pochází několik hodnotných obrazů španělských mistrů umístěných dnes na zámcích Rohrau a Hrádek u Nechanic včetně portrétů obou manželů. Z jejich manželství se narodilo devět potomků, z nichž tři zemřeli v dětství. V úspěšné kariéře Harrachů pokračovali synové František Antonín (1665–1727), arcibiskup v Salcburku, Alois Tomáš (1669–1742), místokrál v Neapoli, a Jan Josef Filip (1678–1764), polní maršál a prezident dvorské válečné rady.

### Děti
- 1. Karel (1. 11. 1662 – 13. 11. 1684), svobodný a bezdětný
- 2. Marie Josefa (14. 2. 1663 Vídeň – 14. 12. 1741 Salcburk)
  - ⚭ Jan Josef z Khüenburgu (19. 4. 1652 – 9. 3. 1726 Salcburk)
- 3. František Antonín (2. 10. 1665 Vídeň – 18. 7. 1727 Salcburk), kníže-biskup vídeňský (1702–1705) a kníže-arcibiskup salcburský (od roku 1709 až do své smrti)
- 4. Maxmilián (9. 9. 1666 – 15. 5. 1668)
- 5. Alois Tomáš Raimund (7. 3. 1669 Vídeň – 7. 11. 1742 tamtéž), diplomat, nejvyšší zemský maršálek v Dolních Rakousích (1715–1742), místokrál neapolský a sicilský (1728–1733)
  - ⚭ I. (1691) Marie Barbora ze Šternberka (7. 8. 1674 – 18. 6. 1694 Vídeň)
  - ⚭ II. (1695) Anna Cecílie z Thannhausenu (14. 3. 1674 Štýrský Hradec – 15. 2. 1721 Vídeň)
  - ⚭ III. (1721) Marie Ernestina z Ditrichštejna (13. 7. 1683 – 30. 1. 1744)
- 6. Jan Kamil (*/† 1671)
- 7. František (*/† 1674)
- 8. Rosa Angela (23. 2. 1674 – 30. 8. 1742)
  - ⚭ (1700) Filip Karel Buquoy (1673 – 4. 3. 1703)
- 9. Jan Josef Filip (22. 10. 1678 Vídeň – 8. 8. 1764 tamtéž), polní maršál, prezident Dvorské válečné rady (1739–1764), svobodný a bezdětný